# Летние Сурдлимпийские игры 1965
X Международные игры глухих прошли в  городе Вашингтоне, столице Соединенных Штатов Америки. Игры проводились с 27 июня по 3 июля 1965 года, участие в них приняли 687 спортсменов из 27 стран.

## Виды спорта
Программа X Международных игр глухих включала 11 спортивных дисциплин (9 из которых индивидуальные, 2 — командные).

### Индивидуальные
- Лёгкая атлетика
- Велоспорт
- Вольная борьба
- Греко-римская борьба
- Плавание
- Прыжки в воду
- Теннис
- Настольный теннис
- Пулевая стрельба

### Командные
- Баскетбол
- Футбол

## Страны-участницы
В X Международных игр глухих приняли участие спортсмены из 27 государств:
- Австралия
- Австрия
- Аргентина
- Бельгия
- Великобритания
- Венгрия
- Германия
- Греция
- Дания
- Израиль
- Индия
- Иран
- Италия
- Канада
- Нидерланды
- Новая Зеландия
- Норвегия
- Польша
- Румыния
- СССР
- США
- Швейцария
- Швеция
- Финляндия
- Франция
- Югославия
- Япония